# Ebba van Coldingham
Ebba van Coldingham, of Ebbe de Jonge, ( - Berwickshire (Schotland), 2 april 870) was een  legendarisch Schots figuur, geestelijke en heilige. 
Er zijn diverse Schotse legenden waar zij mee wordt geassocieerd. Er is echter zeer weinig van historische waarde over haar bekend en diverse historici hebben daarom hun twijfels uitgesproken of zij wel daadwerkelijk heeft bestaan.
Ebba zou een abdis zijn geweest van het benedictinessenklooster Coldingham aan de Schotse kust ten oosten van Edinburgh, twee eeuwen tevoren gesticht door Ebba. 
De kuststreek had in die tijd te lijden van de invasies der Noormannen. Omdat er verhalen de ronde deden over hun barbaarse plunderingen en verkrachtingen, zou Ebba besloten hebben haar maagdelijkheid veilig te stellen door zichzelf te verminken. Zij zou haar neus en lippen afgesneden hebben. Haar medezusters raadde zij aan hetzelfde te doen. Uit teleurstelling, woede en walging zouden de Noormannen het klooster in brand hebben gestoken, waarbij alle zusters omkwamen in de vlammen. 
In 1088 werd de abdij herbouwd. Haar feestdag wordt gevierd op 2 april. 